# Malus (constelación)

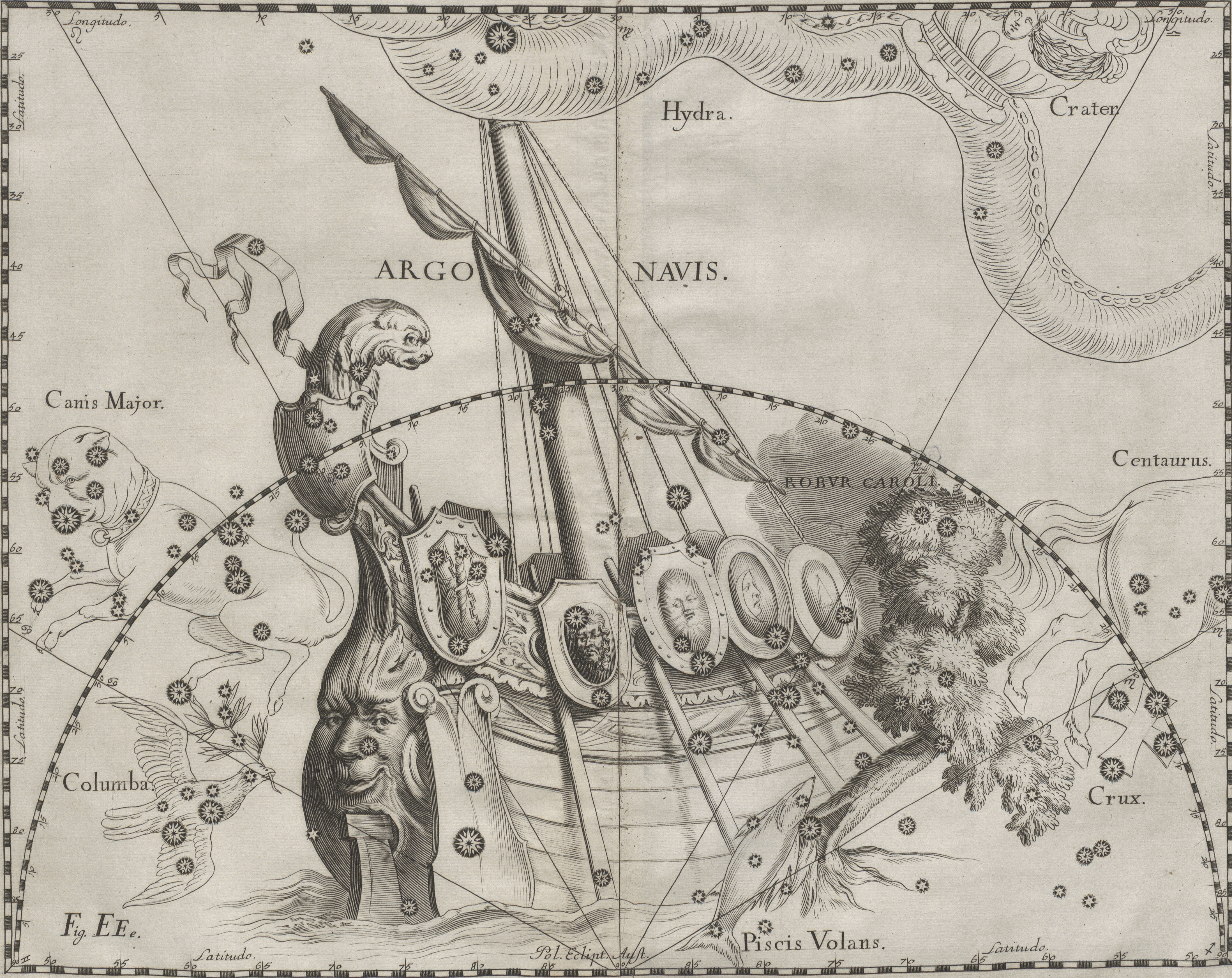
La constelación de Argo Navis.

Malus o el Mástil (el mástil del Navío Argos) es una antigua constelación que fue una vez parte de la gran nave, junto con Carina, la quilla; Puppis, la popa, y Vela, la vela. Malus ya no es reconocido como una constelación, ya que sus estrellas han sido incorporados en la constelación de Pyxis, la brújula, creada por el astrónomo francés Nicolas Louis de La Caille entre 1750 y 1754.